# 横浜市教育委員会
横浜市教育委員会（よこはましきょういくいいんかい）は、神奈川県横浜市中区港町1-1に拠点を置く、横浜市の組織。横浜市立の小学校、中学校、高校、特別支援学校の設置やこれらの学校に対する指導助言などを行う行政委員会である。2025年5月現在の教育長は下田康晴。所管の学校は514校。

## 概要
- 2010年4月より政令市としては初めて学校教育事務所（東部・西部・南部・北部）を設置した[2]。
- 「横浜型小中一貫教育」と称した、横浜版学習指導要領に基づく義務教育9年間の連続性のある教育の推進を表明している[3]。また、「横浜の小中一貫教育」の目指すゴールの一つとして、2010年度には霧が丘小中学校、西金沢小中学校の2つの「小中一貫校」を設置している[3]。
- 2009年4月、「先端科学技術の知識を活用して、世界で幅広く活躍する人間」の育成を目標に掲げた横浜市立横浜サイエンスフロンティア高等学校を設置し、注目を浴びている[4]。
- 2012年4月より、併設型の中高一貫教育校として、横浜市立南高等学校に附属中学校を設置した[4]。
- 中田宏市長時代には、教育予算が年々削減されており[5]、市長が林文子に代わった現在でも、一般会計予算に占める教育予算の割合が政令市の中で下から2番目である（2009年度決算ベースで約6.0%）[6]。また人材の外部登用が多く行われ、教育長の伯井美徳や、教育委員の義家弘介、民間人校長として楽天元副社長の本城愼之介などがいたが、これらは任期途中で退職した。
- 中学校では、給食が導入されていない[7]。
- 市立中学校の副読本の内容について、同教委は、関東大震災の折にデマが原因で朝鮮人が殺害されたことについて、従来「自警団による朝鮮人殺害事件があった」との内容だったのを、「軍隊や警察、自警団などは朝鮮人に対する迫害と虐殺を行った」などとする内容に改定。ところがこの内容に対し、市議会が問題視し、同市教委は「歴史認識に誤解を招く」などとして、当時の指導課長に対し2012年9月に戒告処分とした上、当時の指導主事らも文書訓戒とした[8]。
- 教育法改正により、教育委員長と旧教育長を廃止し、新教育長を新設した。
- 2024年5月21日，教員が児童や生徒に対してわいせつな行為を行ったとして逮捕・起訴された４つの事件に関し、2019年から2024年にかけて横浜地方裁判所で行われたあわせて11回の公判について、傍聴席を埋めるため、職員を動員していたという内容の記者会見が行われた．（NHK NEWS WEB 2024年5月22日）

## 組織
- 総務部
  - 総務課
  - 職員課
  - 教育政策推進課
  - 生涯学習文化財課
- 教職員人事部
  - 教職員人事課
  - 教職員育成課
  - 教職員労務課
- 施設部
  - 学校計画課
  - 教育施設課
- 学校教育企画部
  - 小中学校企画課
  - 教育課程推進室
  - 学校支援・地域連携課
  - 高校教育課
  - 特別支援教育課
  - 特別支援教育相談課
- 人権教育健康部
  - 人権教育・児童生徒課
  - 健康教育課
- 東部学校教育事務所（鶴見区、神奈川区、西区、中区、南区担当）
- 西部学校教育事務所（保土ケ谷区、旭区、泉区、瀬谷区担当）
- 南部学校教育事務所（港南区、磯子区、金沢区、戸塚区、栄区担当）
- 北部学校教育事務所（港北区、緑区、青葉区、都筑区担当）

## よこはま教師塾
- 平成19年度より始まった市教育委員会による教員育成のための組織であり、東京都杉並区の杉並師範館等に続くものである。第一期生は入塾者106名中、94名が卒塾し、横浜市に採用されたのが92名。12名は退塾した[9]。平成23年度より、名称を「よこはま教師塾「アイ・カレッジ」」に改めている[10]。
- 初代塾長は義家弘介。横浜市教育委員でもあったが、任期途中で参議院選挙に出馬し、辞任している[11]。2代目は北原照久[12]。